# Daniela Amodei
Daniela Amodei (nascida em 1986) é uma empresária americana de inteligência artificial. É presidente e cofundadora da empresa de IA Anthropic.

## Início de vida e educação
Seu pai, Riccardo Amodei, era um artesão de couro nascido na Itália. Sua mãe, Elena Engel, uma judia americana nascida em Chicago, era gerente de projetos para bibliotecas. É irmã de Dario Amodei. Riccardo desenvolveu problemas de saúde durante a infância dos filhos e morreu quando eles chegaram ao início da idade adulta. Daniela formou-se na Lowell High School e graduou-se summa cum laude pela Universidade da Califórnia em Santa Cruz com bacharelado em literatura inglesa.

## Carreira
Amodei começou sua carreira em saúde global e política, desempenhando um papel em uma campanha congressual bem-sucedida na Pensilvânia. Em seguida, gerenciou brevemente as comunicações do deputado Matt Cartwright em Washington, D.C., antes de deixar a política pelo setor de tecnologia. Em 2013, juntou-se à empresa de serviços financeiros Stripe como uma das primeiras funcionárias, antes de fazer a transição para a OpenAI em 2018. Foi vice-presidente de segurança e políticas na OpenAI, mas saiu em 2020 para cofundar a Anthropic com seu irmão.
Em setembro de 2023, Daniela e seu irmão Dario foram nomeados como duas das Time 100 Pessoas Mais Influentes em IA.

## Vida pessoal
Em agosto de 2017, Daniela casou-se com Holden Karnofsky, cofundador da fundação baseada em altruísmo eficaz Open Philanthropy.